# Лозаннський мирний договір (1923)
Лозаннський мирний договір 1923 — підписаний 24 липня 1923 на Лозаннській конференції 1922–1923 між Великою Британією, Французькою республікою, Італійським королівством, Японською імперією, Грецьким королівством, Румунським королівством, Королівством Сербів, Хорватів і Словенців, з одного боку, і Туреччиною — з іншого.
Територіальні статті договору (ст. 2-22) встановлювали нові кордони Туреччини, юридично оформляючи тим самим розпад Османської імперії. Питання про межі між Туреччиною та Іраком (суперечка щодо Мосула) відкладалося до визначення її Туреччиною та Великою Британією, а за «відсутності узгодження» між ними передавалося Лізі Націй. До Туреччини поверталися території, що раніше були передані Королівству Греція. Згодом Французька республіка поступилася частиною Сирії на користь Туреччини.
Договір скасував режим капітуляції в Туреччині (ст. 28), економічні та політичні привілеї іноземців, міжнародний фінансовий контроль над Туреччиною. Остання погодилася зі свого боку на виплату частини османського боргу (зовнішнього боргу Османської імперії) (ст. 46).
Незважаючи на деякі несприятливі для Туреччини умови, Лозаннський мирний договір в цілому став великою перемогою Туреччини, свідчив про міжнародне визнання незалежної турецької держави, що виникла в результаті Кемалістської революції. Він означав крах імперіалістичних планів щодо Туреччини, зокрема пов'язаних із кабальним Севрським мирним договором 1920.
Договір не ратифікувало Королівство Сербів, Хорватів і Словенців, яке заявило про незгоду з віднесенням на його рахунок частини боргу Османської імперії.